# Jenna Leigh Green

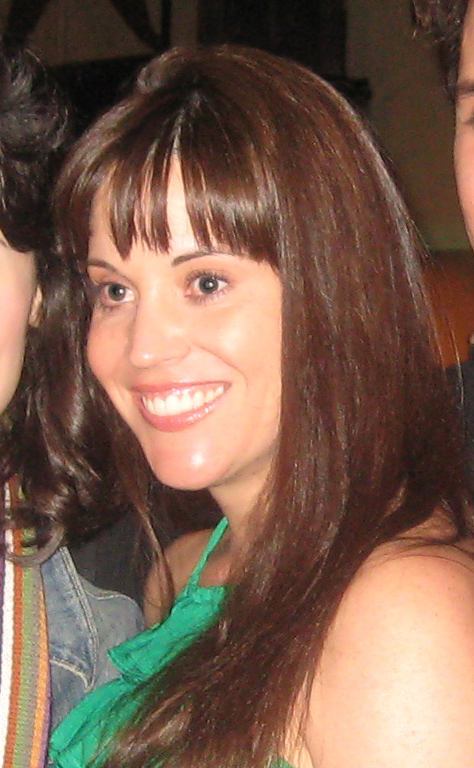
Jenna Leigh Green am Henry Fonda Theater in Los Angeles

Jennifer Leigh Greenberg (* 22. August 1974  in Los Angeles, Kalifornien) ist eine US-amerikanische Schauspielerin.

## Leben
Jenna Leigh Green kam im Stadtteil West Hills zur Welt und wuchs gemeinsam mit ihrer Zwillingsschwester Jessica und der jüngeren Schwester Rebecca in einer künstlerisch veranlagten Familie in Simi Valley auf. Sowohl ihre Mutter als auch ihr Großvater waren Schauspieler, ihr Vater war Musiker. Schon als kleines Kind trat Green gemeinsam mit ihrer Zwillingsschwester in verschiedenen Musicals und Theaterstücken auf. 
Green feierte ihren Durchbruch in der Rolle der Libby Chessler in Sabrina – Total Verhext!, die sie von 1996 bis 1999 innehatte. Im Anschluss trat sie 2000 in dem Musical Bare als Ivy zunächst in Los Angeles, 2004 auch in New York City auf. 
Seit 2005 war sie als Nessarose in Wicked sowohl in Los Angeles als auch auf einer US-Tournee zu sehen.
Vom 18. bis zum 29. Juni 2008 spielt sie die Sally Simpson in The Who’s Tommy am Ricardo Montalban Theatre in Hollywood.

## Filmografie (Auswahl)
- 1994: Tod eines Cheerleaders (A Friend to Die For)
- 1995: The Bomber Boys (Captain Nuke and the Bomber Boys)
- 1996–2003: Sabrina – Total Verhext! (Sabrina, the Teenage Witch, Fernsehserie, 76 Folgen)
- 1997: Eifersüchtig – Verrat einer Freundin (Friends 'Til the End)
- 1998: Sandman
- 1998: Sabrina, the Teenage Witch: Spellbound (Videospiel)
- 1999: Cover Me
- 2000: The Bogus Witch Project
- 2002: First Shot
- 2004: Open House
- 2010: Du schon wieder (You Again)
- 2018: Skin
- 2021: Wild Indian
- 2021: The Survivalist

### Gastauftritte
- 1997: Extreme Ghostbusters (Folgen 1.33 und 1.40)
- 2002: Dharma & Greg (Folge 5.17)
- 2002: Emergency Room – Die Notaufnahme (ER, Folge 9.2)
- 2008: Cold Case – Kein Opfer ist je vergessen (Cold Case, Folge 6.3)
- 2009: Ghost Whisperer – Stimmen aus dem Jenseits (Ghost Whisperer, Folge 4.16)
- 2009: Castle (Folge 2.13)
- 2011: Bones – Die Knochenjägerin (Bones, Folge 6.23)
- 2017: Quantico (Folge 2.14)